# Жукотки (станция)
Жукотки (укр. Жукотки) — промежуточная железнодорожная станция 5-го класса Киевской дирекции Юго-Западной железной дороги на линии Чернигов—Овруч, расположенная непосредственно юго-восточнее села Гирманка и южнее села Жукотки (Черниговская область, Украина).

## История
Остановочный пункт открыт в 1944 году на действующей ж/д линии Чернигов—Овруч, участок Чернигов—Славутич электрифицирован в 1988 году. В период 2007—2010 года был остановочным пунктом. До 2004 года действовала ветка линии Чернигов—Овруч Жукотки—Жидыничи и сама станция Жидыничи.

## Общие сведения
Станция представлена боковой и островной платформами. Имеет 3 пути. Нет здания вокзала.

## Пассажирское сообщение
Ежедневно станция принимает пригородные поезда сообщения Чернигов—Неданчичи, один поезд Неданчичи—Киев-Волынский, по субботам Чернигов—Иолча.